# Astronotus (album)
Astronotus è il secondo album del gruppo musicale italiano Karma, pubblicato nel 1996.

## Tracce
Testi di David Moretti, musiche di Andrea Bacchini, Andrea Viti, David Moretti, Diego Besozzi.
1. Mururoa – 3:24
2. 3º millennio – 3:01
3. Selezione naturale – 4:57
4. Jaisalmer – 4:23
5. E.X.P. – 4:40
6. Amazzonia – 2:05
7. Atomi – 4:02
8. Kali Yuga – 2:16
9. Avorio – 5:49
10. Sangue bianco – 5:03
11. Come svanisse – 4:55
12. Sita Ram – 3:57
13. Indivisibili – 3:22
14. Astronotus (Jam Reprise) – 19:24

## Formazione
- David Moretti - voce, chitarra, noises (rumori), sampler
- Andrea Bacchini - chitarra
- Andrea Viti - basso a 4 e 12 corde
- Diego Besozzi - batteria
- Alessandro "Pacho" Rossi - percussioni

Ospiti
- Micky Pardo Pauli - sampler (brani: 3° millennio, Sangue bianco e Sita Ram)
- Cesare Malfatti - sampler (brano: Indivisibili)
- Luca Baldini - sintetizzatore moog (brano: Astronotus (Jam Reprise))

Note aggiuntive
- Fabrizio Rioda, Fabio Magistrali e Karma - produttori
- Registrazioni effettuate al Jungle Sound Recording di Milano (Italia)
- Fabio Magister Magistrali - ingegnere delle registrazioni, ingegnere del mixaggio
- Mastering effettuato al Profile Studio di Milano
- Antonio Baglio - ingegnere del mastering
- Ganesha - grafica
- Stefano Giovannini - fotografia[1]